# Schutzbrief (Diplomatie)
Schutzbriefe wurden in verschiedenen Epochen und aus unterschiedlichen Gründen ausgestellt, um einen rechtlichen Sonderstatus des Inhabers oder einer bestimmten Personengruppe zu begründen. 

## Schirmbrief
Schirmbrief ist ein heute im Hochdeutschen veraltetes Wort. Es stand für:
1. Eine jede Urkunde, worin man jemanden in seinen Schutz und Schirm nimmt: zum Beispiel gab Kaiser Friedrich 1447 dem Abt zu Berg vor der Stadt Magdeburg einen Schirmbrief und bestellte den Herrn zu Berneburg und den Bischof von Halberstadt zu Schirmern (Garanten des Schutzes bzw. der Unversehrtheit seiner Rechte).[1]
2. Als Ausdruck der alten Rechtssprache war der Schirmbrief eine Bittschrift an das Gericht, worin der Kläger um die Exekution in die Güter des Schuldners ansucht.[2]

## Privilegierung von Einwanderern

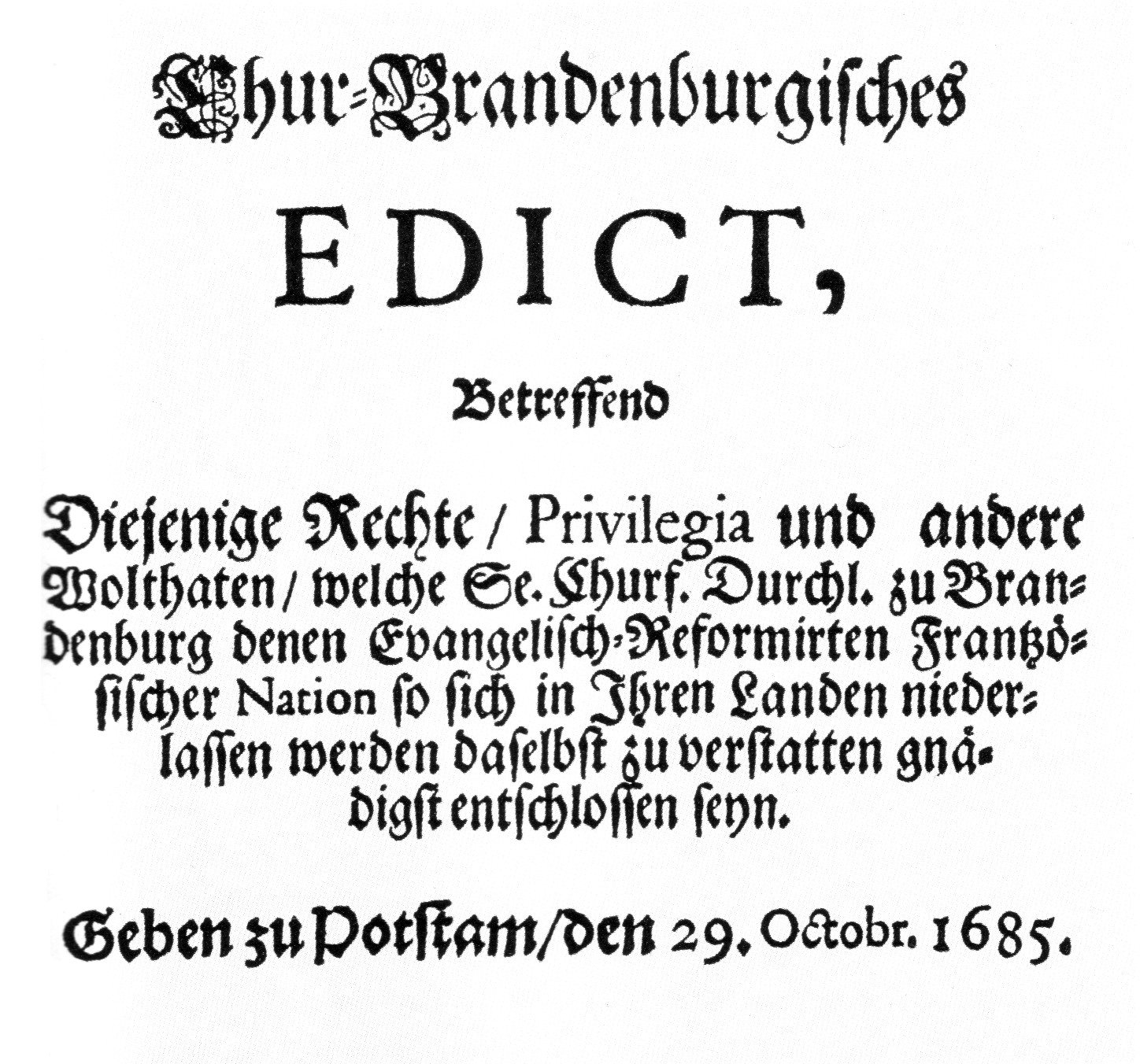
Edikt von Potsdam, 1685

Viele Staaten warben zur Besiedlung ihres Landes Einwanderer als Kolonisten an. Dabei wurde den Einwanderern das Versprechen bestimmter Vorrechte beziehungsweise Privilegien gemacht, wie Handelsmonopole für bestimmte Waren, (anfängliche) Steuerfreiheit, Freiheit der Religionsausübung, Befreiung vom Militärdienst oder ähnliches.
In diesem Zusammenhang steht die Aufnahme der aus Österreich vertriebenen Juden 1671 und der Hugenotten durch das Edikt von Potsdam in Preußen. Auch die Moorkolonisation, die Entwicklung des Deutschen Ordensstaates und die Urbarmachung der norddeutschen Marschen wurde durch solche Privilegien erst möglich. Die Volksgruppe der Russlanddeutschen entstand durch das Einladungsmanifest von 1763 durch Katharina II., in dem den Einwanderern umfassende Privilegien zugesichert wurden.

## Kolonisation
Bereits 1496 wurde John Cabot durch Heinrich VII. privilegiert, „zu segeln, zu erobern, Heideland zu besitzen und andere davon abzuhalten, das gleiche zu tun“ (englisch: „to sail, to conquer, to own heathen land, and to exclude others from so doing“).
Vom 17. bis zum 19. Jahrhundert kam es zu kolonialen Bestrebungen Europas gegenüber Überseegebieten. Einzelpersonen oder speziell zu diesem Zwecke gegründete Organisationen machten ihre Gebietsansprüche oder Schürfrechte gegenüber anderen Interessenten oder den einheimischen Herrschern in Form von „Schutzbriefen“ geltend. Beispiele hierfür sind die Ostindien-Kompanie, die Britische Südafrika-Gesellschaft oder die deutsche Neuguinea-Kompagnie. Von dort leitet sich der Begriff „Schutzgebiet“ für deutsche Kolonien ab.
In sogenannten Schutzverträgen regelten die Kolonialmächte ihre Beziehungen zu den Ureinwohnern.

## Schutz von Juden

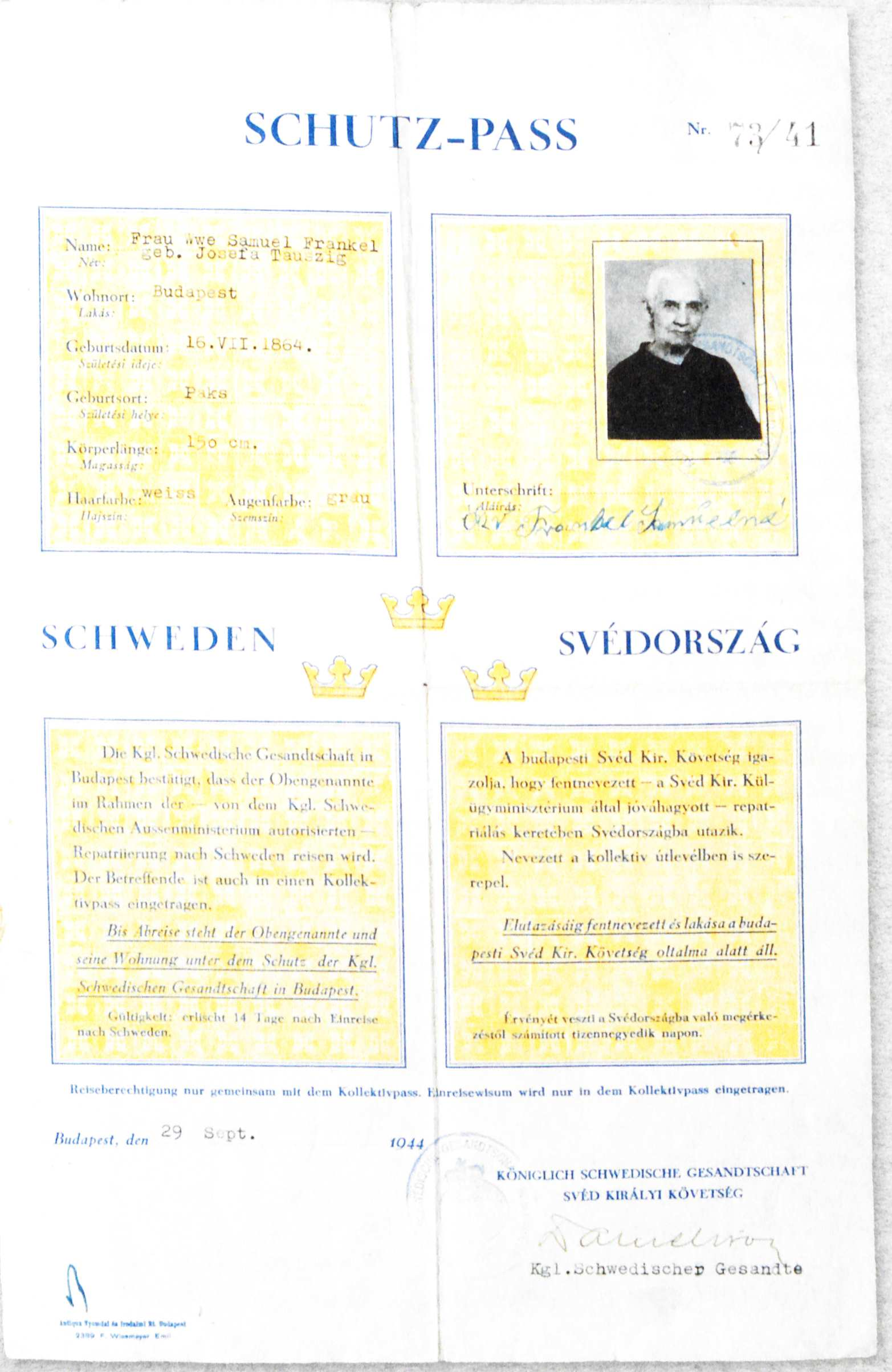
Schutzpass Raoul Wallenbergs für Josefa Frankel, 29. September 1944

Herrschaftliche Schutzbriefe konnten im Mittelalter den im Reichsgebiet lebenden Juden einen besonderen Rechtsstatus gewähren. Auch später (etwa im 18. Jahrhundert durch den Fürstbischof von Bamberg und Würzburg) wurden (gegen Entgelt) Schutzbriefe für Juden ausgestellt.
Im Zweiten Weltkrieg wurden im deutsch besetzten Ungarn durch diplomatische Vertreter neutraler Staaten in Budapest Tausende von ungarischen Juden vor der Deportation in die Vernichtungslager gerettet. Zu den Diplomaten, die Schutzpässe zu diesem Zweck ausstellten, gehören unter anderem Raoul Wallenberg aus Schweden, Carl Lutz, Maximilian Jaeger und Harald Feller aus der Schweiz und Angelo Rotta, Apostolischer Nuntius des Heiligen Stuhls.

## Kriegsrecht und humanitäre Schutzbriefe

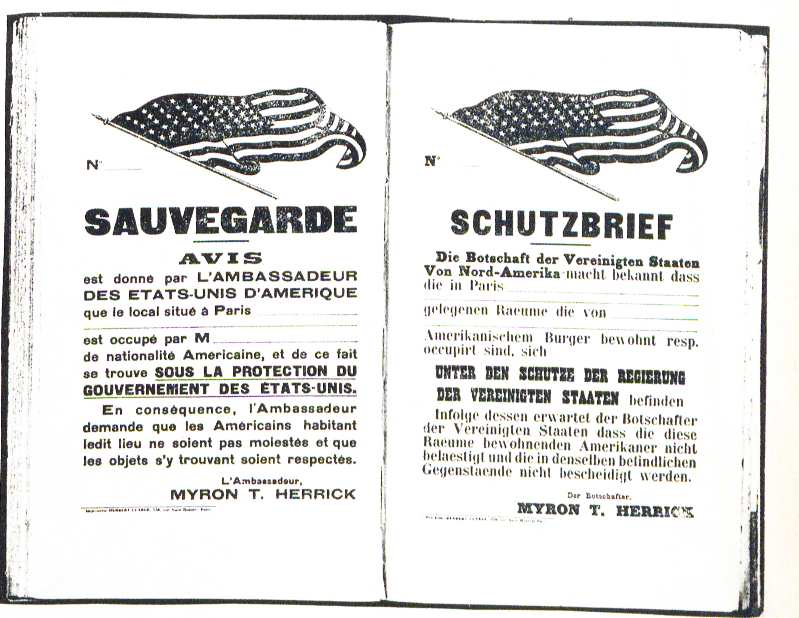
Schutzbrief für amerikanische Bürger und ihr Eigentum, ausgestellt vom US-amerikanischen Botschafter Myron T. Herrick, Paris 1914

Für bestimmte Personen oder Orte wurden durch kriegführende Parteien Schutzbriefe ausgestellt, die vor Übergriffen durch die feindlichen Truppen schützen sollten. Das Katharinenkloster wies einen – möglicherweise gefälschten – Brief des Propheten Mohammed vor, der von den islamischen Herrschern anerkannt wurde. Auch Napoléon Bonaparte hat dem Kloster einen Schutzbrief geschrieben.
Spezielle Schutzzeichen stellen Personen und Objekte unter den Schutz des Humanitären Völkerrechts.